# Juan Silveira dos Santos
Juan Silveira dos Santos (nascut a Rio de Janeiro, Brasil, l'1 de febrer del 1979), més conegut simplement com a Juan, és un exfutbolista brasiler que jugava de defensa central.
La seva carrera professional va repartir-la en quatre clubs: Flamengo, Internacional de Porto Alegre, Bayer Leverkusen i AS Roma. Va ser internacional amb la selecció del Brasil des del 2002. L'estiu del 2005 va guanyar la Copa Confederacions amb el seu país així com la del 2009 disputada a Sud-àfrica.